# 2006년 8월
| 2006년: 1월 · 2월 · 3월 · 4월 · 5월 · 6월 · 7월 · 8월 · 9월 · 10월 · 11월 · 12월 |

| <          | 2006년 8월 | 2006년 8월 | 2006년 8월 | 2006년 8월    | 2006년 8월 | >          |
| 일         | 월         | 화         | 수         | 목            | 금         | 토         |
|            |            | 1 7.8 임술 | 2 9 계해   | 3 10 갑자     | 4 11 을축  | 5 12 병인  |
| 6 13 정묘  | 7 14 무진  | 8 15 기사  | 9 16 경오  | 10 17 신미    | 11 18 임신 | 12 19 계유 |
| 13 20 갑술 | 14 21 을해 | 15 22 병자 | 16 23 정축 | 17 24 무인    | 18 25 기묘 | 19 26 경진 |
| 20 27 신사 | 21 28 임오 | 22 29 계미 | 23 30 갑신 | 24 윤7.1 을유 | 25 2 병술  | 26 3 정해  |
| 27 4 무자  | 28 5 기축  | 29 6 경인  | 30 7 신묘  | 31 8 임진     |            |            |

| - 8월 6일 - 손민지 - 8월 17일 - 강원룡 - 8월 23일 - 박영한 편집하기 |

## 2006년8월 28일
- 모 청소년단체 간부가 초·중·고 남학생 150명을 성추행한 혐의로 구속되어 물의를 일으켰다.

## 2006년8월 24일
- 국제천문연맹(IAU)이 체코 프라하에서 열린 총회에서, 행성의 자격에 대한 공식적인 정의를 제정함에 따라 기존의 명왕성이 행성 지위를 상실하게 되었다. 새로 채택된 행성에 대한 정의는 행성의 조건으로 충분히 큰 질량과 중력을 갖고 정역학적 평형을 유지할 수 있는 원형에 가까운 형태를 가지고 있을 것, 공전 구역 내에서 지배적인 역할을 할 것, 태양을 공전할 것 등 3가지를 제시하였다. 이로써 태양계의 행성은 수성, 금성, 지구, 화성, 목성, 토성, 천왕성, 해왕성의 8대 행성과 각종 소행성으로 구성된다.

## 2006년8월 22일
- 스페인 마드리드에서 열린 세계 수학자 대회에서 필즈상 수상자가 발표되었다. 안드레이 오쿤코프(Andrei Okounkov), 그리고리 페렐만(Grigori Perelman), 테렌스 타오(Terrence Tao), 벤델린 베르너(Wendelin Werner) 4명에게 필즈상을 주기로 하였으나, 그리고리 페렐만은 수상을 거부하고 국제 수학자 회의에 참석하지 않았다.

## 2006년8월 19일
- 대한민국에서 빅뱅이라는 남성 5인조 그룹이 데뷔했다.

## 2006년8월 16일
- 노무현 대통령은 다음달 14일 퇴임하는 윤영철 헌법재판소장 후임에 전효숙 헌법재판관을 내정했다고 청와대 대변인이 밝혔다. 또, 윤영철 소장과 함께 임기가 만료되는 대통령 지명몫인 송인준 재판관의 후임으로 김희옥 법무부 차관을 내정했다. 국회는 여야 합의로 목영준 법원행정처 차장과 한나라당 단독으로 이동흡 수원지법원장을 추천했고 이용훈 대법원장은 김종대 창원지법원장과 민형기 인천지법원장을 지명했다.

## 2006년8월 15일
- 고이즈미 준이치로 일본 총리가 주변국의 강력한 반대에도 불구하고 일본의 종전기념일인 15일 오전 야스쿠니 신사 참배를 강행했다.

## 2006년8월 13일
- 반민특위 해산 57년 만에, 대한민국 정부는 광복 61주년을 맞아 오는 18일부터 친일반민족행위자재산조사위원회를 통해 친일파 관련 재산을 국고로 환수하기 위한 범정부적 차원의 조사를 본격화 한다고 발표했다.

## 2006년8월 10일
- 경기도 가평의 한 부대에서 이 모 이병이 동료 병 2명을 총으로 쏜 뒤 탈영하는 사건이 발생하였다. 이 사건으로 동료 병 1명이 과다출혈로 사망하고 나머지 1명도 큰 부상을 입었다. 한편 이 모 이병은 탈영한 뒤 얼마 지나지 않아 인근 야산에서 자살을 시도하여 본인도 총상을 당하여 현재 의식불명의 상태로 병원에 있다.
- 춘천 등지에서 부녀자들을 상대로 납치 및 강도살인 행각을 벌인 혐의로 수배된 공범 조경민(28세)을 검거하였다.

## 2006년8월 9일
- 노무현 대통령은 연합뉴스와의 특별회견에서 전시 작전통제권 환수에 대한 확고한 의지를 표시하고, 환수 시기는 주한미군의 평택 입주시기에 맞추는 것이 가장 적절하며, 환수 시점에 대해 2009년 얘기가 나오는 것이 그런 의미를 갖고 있다”고 말했다.

## 2006년8월 8일
- KBS 인기 아나운서 노현정이 재벌 현대그룹가와 결혼식 예정임을 발표하다.
- 계속되는 무더위로 인하여 전력소비량이 급증, 연일 최대 전력소비량을 갈아치우고 있으며, 아파트는 물론 대사관, 관공서까지 정전사태가 발생했다.
- 대한민국이 세계최초로 개발한 고속휴대인터넷 와이브로 기술이 미국에 수출됐다.
- 춘천에서 부녀자들을 상대로 납치 및 강도살인 행각을 벌인 용의자 김종빈(39세)을 검거하였다.

## 2006년8월 3일
- 경기도 고양시에서 열대야로 인한 전기 과다사용으로 변압기가 폭발했다.
- 조선민주주의인민공화국의 평양시에서 형제산구역과 역포구역의 단층집들을 수리하다.
- 전두환 전 대통령이 사용했던 1996년에 생산한 승용차가 부산에서 공개되다.
- 페루 국경지대에서 증산층들이 원주민을 살해한다는 소문이 떠돌다.

## 2006년8월 2일
- 김병준 교육부총리가 사임을 표명했다.
- 조선민주주의인민공화국에서 8월 15일에 열리게 될 민족통일축전을 중지한다고 민화협에 통보했다.
- 쿠바 망명객들이 8월 1일 피델 카스트로 국가 평의회 위원장이 사망했다고 주장했다.
- 미국의 시카고에서 폭염주의보를 내리다.

## 2006년8월 1일
- 쿠바의 피델 카스트로 국가 평의회 위원장이 건강 상의 이유로 국가 평의회 위원장을 퇴임했다.
- 홍수피해가 발생한 조선민주주의인민공화국에서 사상 최대의 인명피해가 발표되었다.
- 국정원에서 KAL 헬기 폭파사건과 1991년 조선노동당 사건에 대해 조작된 사건이라고 폭로하였다.
- 홍수피해로 아리랑 축제가 다음 해 봄으로 연기되었다.
- 중국에서 백두산 관광 개발을 추진하자 대한민국과 조선민주주의인민공화국이 반발하였다.
- 조선민주주의인민공화국이 일본과의 여자 축구 월드컵친선경기에서 우승하였다.
- 조선민주주의인민공화국의 수도 평양시 평천구역에서 리모델링 작업을 마쳤다.
- 우고 차베스 베네수엘라 대통령이 조선민주주의인민공화국의 미사일 개발에 긍정적 평가를 내렸다.
- 일본 프로야구 요미우리 자이언츠 소속의 이승엽이 한·일 통산 400호 홈런을 달성하였다.